# فرقه قهرمان یونانی
فرقه قهرمان یونانی (ἥρως) یکی از بارزترین ویژگی‌های دین یونان باستان بود. در یونانی هومری، «قهرمان» (ἥρως، hḗrōs) به فرزندان فانی یک انسان و یک خدا اشاره دارد. با این حال، در دوره تاریخی، این کلمه به‌طور خاص به معنای مرده‌ای بود که در مقبره او یا در یک زیارتگاه تعیین شده مورد احترام و تمجید قرار می‌گرفت، زیرا شهرت او در طول زندگی یا نحوه غیرعادی مرگ او به او قدرت حمایت و محافظت از زنده‌ها را می‌داد. یک قهرمان بیشتر از انسان بود، اما کمتر از یک خدا (خدا)، و انواع مختلفی از شخصیت‌های ماوراء طبیعی به طبقه قهرمانان ادغام شدند. تمایز بین یک قهرمان و یک خدا کمتر از حد قطعی بود، به ویژه در مورد هراکلس، برجسته‌ترین، اما غیر معمول قهرمان.